# Alte bodensaure Eichenwälder mit Quercus robur auf Sandebenen

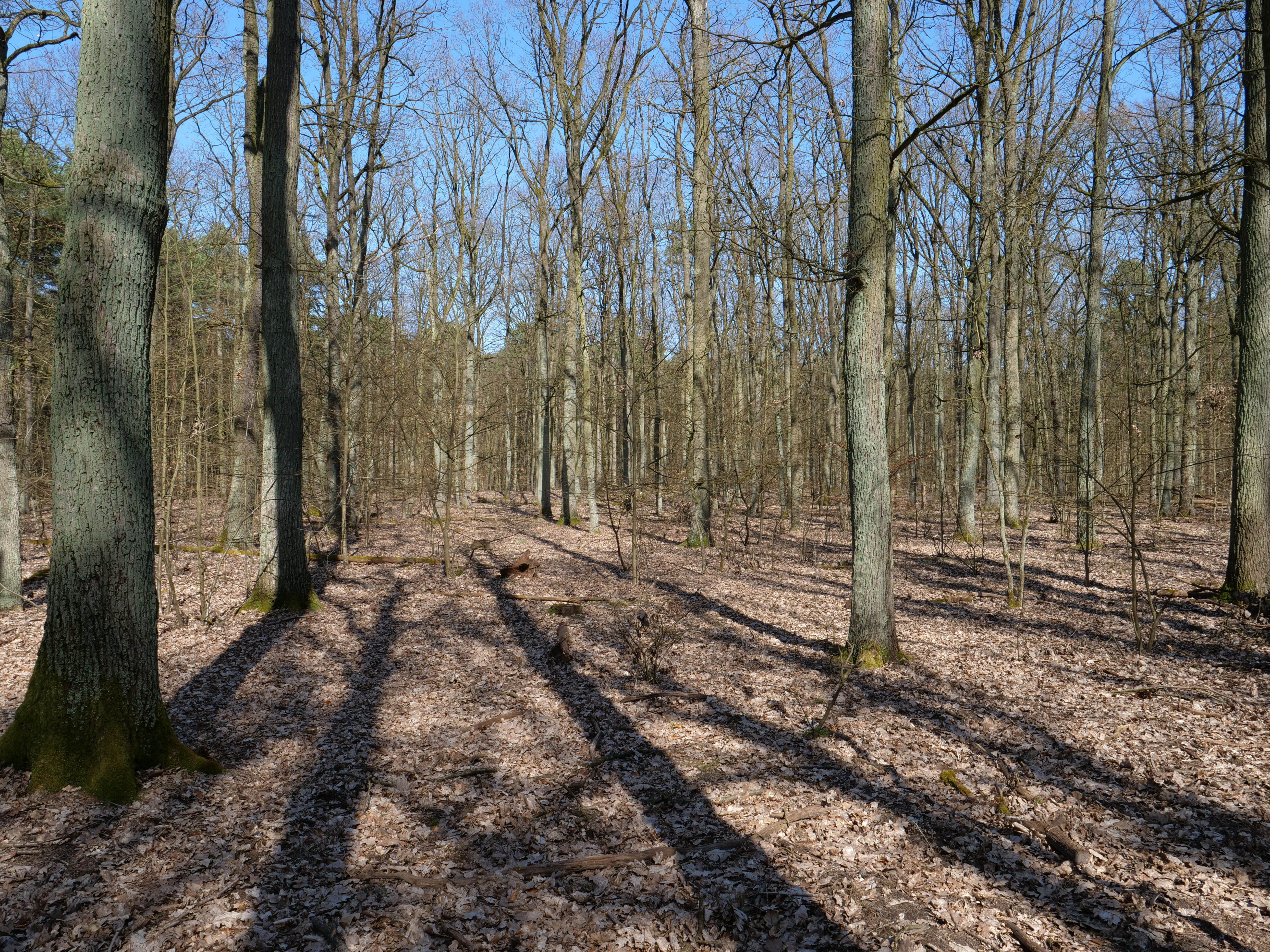
Bodensaurer Eichenwald im Spandauer Forst mit ausreichender Qualität für die Anerkennung als FFH-Habitat

Alte bodensaure Eichenwälder mit Quercus robur auf Sandebenen sind ein im Anhang I der Richtlinie 92/43/EWG (Fauna-Flora-Habitat-Richtlinie) der Europäischen Union beschriebener Waldhabitatstyp mit der Kennnummer 9190, der sich durch Eichen auf sauren Sandböden auszeichnet.

## Beschreibung
Bei dem Lebensraumtyp kann es sich um einen Birken-Stieleichenwald oder einen Buchen-Eichenmischwald handeln. Prägend für die Baumschicht sind in allen Fällen Stieleichen oder Traubeneichen, ähnliche Wälder, aber mit dominierenden Buchen sind der Hainsimsen-Buchenwald. Die Krautschicht dieses Waldtyps ist eher artenarm, licht und durch säureliebende Arten geprägt. Es kommt aber auch dichter Grasbewuchs mit Drahtschmiele oder Adlerfarn vor.

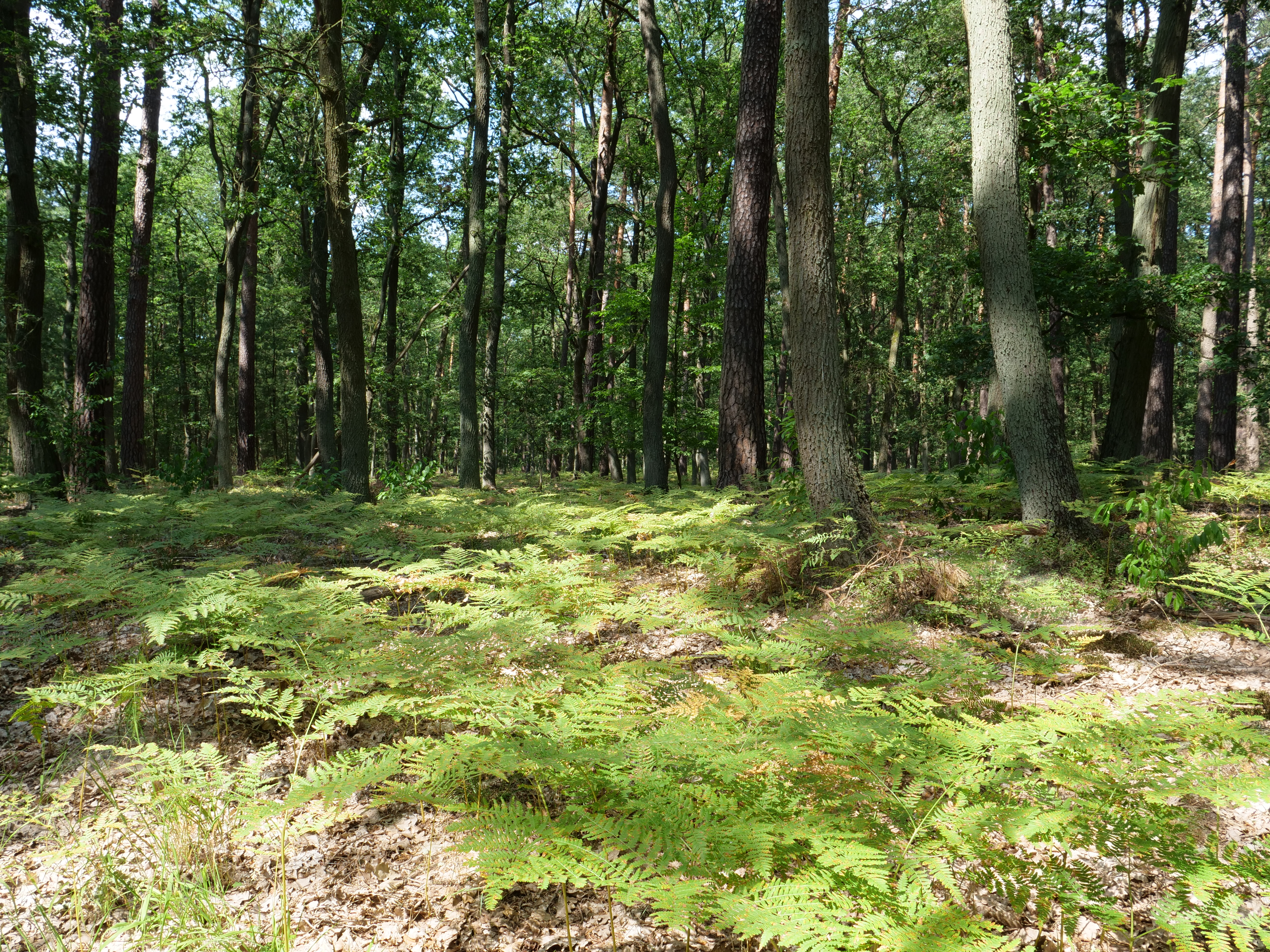
Bodensaurer Eichenwald im Spandauer Forst mit Adlerfarn im Unterwuchs

## Verbreitung und Gefährdung
Zu finden ist dieser Waldtyp auf den Moränen und Sanden der Weichsel-Kaltzeit, teilweise auch auf Binnendünen. Daher erstreckt sich das Verbreitungsgebiet in Deutschland auf den Osten und das Norddeutsche Tiefland, größere Vorkommen gibt es aber auch im Westen Polens und Tschechiens, außerdem in Südschweden, Belgien und Südengland. In all diesen Regionen gilt der Zustand der Habitate als schlecht. In Frankreich gibt es deutlich größere und gesündere Vorkommen. In Dänemark wird der Zustand der Vorkommen sogar als gut eingestuft. Besonders gefährdet wird der Waldtyp neben der Forstwirtschaft durch Nähr- und Schadstoffeintrag und hohe Wildbestände. Geschützt werden können die Bestände durch eine angepasste Forstwirtschaft oder durch einen Verzicht auf die Nutzung des Waldes, bei der das Totholz im Wald verbleibt.